# Ebenezer Ofori
Ebenezer Ofori (Kumasi, 1 juli 1995) is een Ghanees voetballer die doorgaans speelt als middenvelder. In maart 2025 tekende hij voor FK Žalgiris. Ofori maakte in 2017 zijn debuut in het Ghanees voetbalelftal.

## Clubcarrière
Ofori speelde in de jeugd van New Edubiase United. Voor die club maakte hij in 2012 zijn debuut in het eerste elftal. Voor New Edubiase United speelde de middenvelder zeventien competitiewedstrijden, alvorens hij in de zomer van 2013 de overstap maakte naar AIK. Zijn debuut maakte hij op 25 augustus 2013, toen met door een doelpunt van Stefan Selakovic met 1–0 verloren werd op bezoek bij Halmstads BK. De Ghanees startte in de basis en speelde de hele wedstrijd mee. Gedurende drieënhalf jaar kwam Ofori tot ruim honderd officiële optredens in de hoofdmacht.
In januari 2017 verkaste de Ghanees naar VfB Stuttgart, waar hij zijn handtekening zette onder een verbintenis voor de duur van drieënhalf jaar. Met de overgang was circa anderhalf miljoen euro gemoeid. In zijn eerste seizoen kwam Ofori tot negen competitiewedstrijden maar na de promotie van Stuttgart naar de Bundesliga kwam hij nauwelijks in de plannen voor. New York City huurde de Ghanees in februari 2018 voor het restant van het kalenderjaar. Deze verhuurperiode werd in januari 2019 met een jaar verlengd.
Ofori keerde in januari 2020 transfervrij terug bij AIK. Deze club verhuurde hem in januari 2022 voor een half seizoen aan Vejle BK. Na deze verhuurperiode nam Vejle de Ghanees definitief over. Vanaf januari 2025 zat Ofori zonder club, tot FK Žalgiris hem bijna vier maanden later contracteerde.

## Clubstatistieken
| Seizoen | Club                | Competitie          | Competitie | Competitie | Beker | Beker | Internationaal | Internationaal | Totaal | Totaal |
| Seizoen | Club                | Competitie          | Wed.       | Dlp.       | Wed.  | Dlp.  | Wed.           | Dlp.           | Wed.   | Dlp.   |
| ------- | ------------------- | ------------------- | ---------- | ---------- | ----- | ----- | -------------- | -------------- | ------ | ------ |
| 2012/13 | New Edubiase United | Premier League      | 17         | 4          | 0     | 0     | —              | —              | 17     | 4      |
| 2013    | AIK                 | Allsvenskan         | 4          | 0          | 1     | 0     | —              | —              | 5      | 0      |
| 2014    | AIK                 | Allsvenskan         | 23         | 1          | 1     | 0     | 2              | 0              | 26     | 1      |
| 2015    | AIK                 | Allsvenskan         | 27         | 0          | 4     | 0     | 5              | 1              | 36     | 1      |
| 2016    | AIK                 | Allsvenskan         | 27         | 3          | 1     | 0     | 6              | 0              | 34     | 3      |
| 2016/17 | VfB Stuttgart       | 2. Bundesliga       | 9          | 0          | 0     | 0     | —              | —              | 9      | 0      |
| 2017/18 | VfB Stuttgart       | Bundesliga          | 1          | 0          | 1     | 0     | —              | —              | 2      | 0      |
| 2018    | → New York City     | Major League Soccer | 28         | 1          | 1     | 0     | —              | —              | 29     | 1      |
| 2019    | → New York City     | Major League Soccer | 20         | 2          | 1     | 0     | —              | —              | 21     | 2      |
| 2020    | AIK                 | Allsvenskan         | 16         | 0          | 5     | 1     | —              | —              | 21     | 1      |
| 2019    | AIK                 | Allsvenskan         | 16         | 0          | 1     | 0     | —              | —              | 17     | 0      |
| 2021/22 | → Vejle BK          | Superligaen         | 14         | 0          | 2     | 0     | —              | —              | 16     | 0      |
| 2022/23 | Vejle BK            | 1. division         | 27         | 0          | 2     | 0     | —              | —              | 29     | 0      |
| 2023/24 | Vejle BK            | Superligaen         | 21         | 0          | 1     | 0     | —              | —              | 22     | 0      |
| 2024/25 | Vejle BK            | Superligaen         | 1          | 0          | 1     | 0     | —              | —              | 2      | 0      |
| 2025    | FK Žalgiris         | A lyga              | 13         | 0          | 2     | 0     | —              | —              | 15     | 0      |
| Totaal  | Totaal              | Totaal              | 264        | 11         | 24    | 1     | 13             | 1              | 301    | 13     |

Bijgewerkt op 7 juli 2025.

## Interlandcarrière
Ofori werd in 2017, zonder interlands achter zijn naam, door bondscoach Avram Grant opgenomen in de voorselectie van het Ghanees voetbalelftal voor het Afrikaans kampioenschap 2017. Hij overleefde hierna de schifting voor de definitieve toernooiselectie. Tijdens de eerste vijf wedstrijden van Ghana stond Ofori telkens langs de kant. In de halve finale werd met 2–0 verloren van latere toernooiwinnaar Kameroen. In de wedstrijd om de derde plaats tegen Burkina Faso mocht Ofori in de basis starten en hij speelde het gehele duel mee als helft van een duo met Thomas Partey. Door een binnengeschoten vrije trap van Alain Traoré verloor Ghana met 1–0 en eindigde het als vierde op het toernooi. In zijn tweede interland, tegen Ethiopië maakte Ofori zijn eerste interlanddoelpunt. Asamoah Gyan en John Boye hadden al gescoord, toen de middenvelder Ghana op 3–0 bracht. Door twee doelpunten van Raphael Dwamena werd het uiteindelijk 5–0.
| Interlands van Ebenezer Ofori voor Ghana | Interlands van Ebenezer Ofori voor Ghana | Interlands van Ebenezer Ofori voor Ghana | Interlands van Ebenezer Ofori voor Ghana | Interlands van Ebenezer Ofori voor Ghana | Interlands van Ebenezer Ofori voor Ghana |
| №                                        | Datum                                    | Wedstrijd                                | Uitslag                                  | Competitie                               | Goals                                    |
| Als speler bij VfB Stuttgart             | Als speler bij VfB Stuttgart             | Als speler bij VfB Stuttgart             | Als speler bij VfB Stuttgart             | Als speler bij VfB Stuttgart             | Als speler bij VfB Stuttgart             |
| ---------------------------------------- | ---------------------------------------- | ---------------------------------------- | ---------------------------------------- | ---------------------------------------- | ---------------------------------------- |
| 1                                        | 4 februari 2017                          | Burkina Faso – Ghana                     | 1 – 0                                    | AK 2017                                  |                                          |
| 2                                        | 11 juni 2017                             | Ghana – Ethiopië                         | 5 – 0                                    | AK 2019 kwalificatie                     | 41'                                      |
| 3                                        | 28 juni 2017                             | Mexico – Ghana                           | 1 – 0                                    | Vriendschappelijk                        |                                          |
| 4                                        | 1 juli 2017                              | Verenigde Staten – Ghana                 | 2 – 1                                    | Vriendschappelijk                        |                                          |
| 5                                        | 1 september 2017                         | Ghana – Congo-Brazzaville                | 1 – 1                                    | WK 2018 kwalificatie                     |                                          |
| 6                                        | 1 september 2017                         | Congo-Brazzaville – Ghana                | 1 – 5                                    | WK 2018 kwalificatie                     |                                          |
| 7                                        | 1 september 2017                         | Oeganda – Ghana                          | 0 – 0                                    | WK 2018 kwalificatie                     |                                          |
| 8                                        | 10 oktober 2017                          | Saoedi-Arabië – Ghana                    | 0 – 3                                    | Vriendschappelijk                        |                                          |
| 9                                        | 12 november 2017                         | Ghana – Egypte                           | 1 – 1                                    | WK 2018 kwalificatie                     |                                          |
| Als speler bij New York City             |                                          |                                          |                                          |                                          |                                          |
| 10                                       | 8 september 2018                         | Kenia – Ghana                            | 1 – 0                                    | AK 2019 kwalificatie                     |                                          |
| 11                                       | 9 juni 2029                              | Ghana – Namibië                          | 0 – 1                                    | Vriendschappelijk                        |                                          |

Bijgewerkt op 7 juli 2025.

## Erelijst
| 2. Bundesliga | 1 | 2016/17 |